# Pseudopoda virgata
Pseudopoda virgata är en spindelart som först beskrevs av Fox 1936.  Pseudopoda virgata ingår i släktet Pseudopoda och familjen jättekrabbspindlar. Inga underarter finns listade i Catalogue of Life.